# Мустафа Акънджъ
Мустафа Акънджъ (на турски: Mustafa Akıncı) е кипърски политик и бивш президент на признатата само от Турция Севернокипърска турска република от 30 април 2015 до 23 октомври 2020 г.

Роден е през 1947 г. в Лимасол. Завършва образованието си в Близкоизточен технически университет. Той е първият избран кмет на турската част на столицата Никозия, като остава в тази длъжност в продължение на 14 г.